# Francesco Saverio Fontana
Francesco Saverio Fontana (Gioia del Colle, 29 aprile 1667 – Sant'Angelo Le Fratte, 30 settembre 1736) è stato un vescovo cattolico italiano del Regno di Napoli.

## Biografia
Originario di Gioia del Colle, dopo essere stato ordinato al sacerdozio, il 23 settembre 1714  venne consacrato vescovo di Campagna e Satriano.
Durante il periodo vescovile si occupò di far ristrutturare ed abbellire numerosi edifici religiosi tra cui la ex abbazia benedettina di Santa Maria La Nova, la basilica cattedrale di Santa Maria della Pace per cui commissionò al pittore Paolo De Matteis quattro tele e nella diocesi di Satriano fece abbellire la chiesa di Santa Maria ad Nives.
Uno dei maggiori contributi del vescovo Fontana alla crescita della diocesi fu la costituzione del Seminario diocesano. Eretto con una bolla il 21 dicembre 1722, entrò in funzione nel 1724.
Trasferitosi in seguito a Sant'Angelo Le Fratte, nella diocesi di Satriano, morì il 30 settembre 1736.

## Genealogia episcopale
La genealogia episcopale è:
- Cardinale Scipione Rebiba
- Cardinale Giulio Antonio Santorio
- Vescovo Placido della Marra
- Cardinale Melchior Khlesl
- Cardinale Giovanni Battista Maria Pallotta
- Cardinale Pietro Vidoni
- Cardinale Galeazzo Marescotti
- Papa Innocenzo XIII
- Vescovo Francesco Saverio Fontana